# Серку
Серку́ (фр. Cercoux) — коммуна во Франции, находится в регионе Пуату — Шаранта. Департамент коммуны — Шаранта Приморская. Входит в состав кантона Монгион. Округ коммуны — Жонзак.
Код INSEE коммуны — 17077.

## Население
Население коммуны на 2010 год составляло 1191 человек.
| 1962 | 1968 | 1975 | 1982 | 1990 | 1999 | 2010 |
| ---- | ---- | ---- | ---- | ---- | ---- | ---- |
| 1363 | 1226 | 1103 | 1204 | 1101 | 1063 | 1191 |